# الخصوصية في التعليم
الخصوصية في التعليم تُشير إلى مجال واسع من الأيدولوجيات، الأساليب، والتشريعات التي تتضمن حقوق الخصوصية للأفراد في المنظومة التعليمية. إن توقع الخصوصية، قانون حقوق الأسرة التعليمية والخصوصية، التعديل الرابع والتأمين، وقانون قابلية التأمين الصحي والمساءلة لعام 1996 يُعدوا من المفاهيم الشائعة المرتبطة بالخصوصية في التعليم. أن الجزء الأكبر من اهتمامات الخصوصية في التعليم منتشرة لحماية بيانات الطلاب، مثل السجلات التعليمية والمعلومات الشخصية، في داخل وخارج الفصول الدراسية التقليدية، فضلًا عن خصوصية وسرية السجلات الطبية للطلاب. كثير من الباحثين ينخرطون في المناقشات الأكاديمية التي تغطي نطاق حقوق الخصوصية للطلاب، بدايًة من الطلاب في k-12 حتي التعليم العالي وإدارة بيانات الطلاب في عصر سرعة الوصول إلى المعلومات ونشرها.